# Álvaro Correia Pais
Álvaro Correia Paes (Palmeira dos Índios, 9 de novembro de ? — ?) foi jornalista, professor e um político brasileiro.

## Biografia
Filho de José Correia Pais Sarmento Júnior.
Foi governador de Alagoas, de 12 de junho de 1928 a 10 de outubro de 1930.
O Sr. Álvaro Correia Paes, foi o último governador de Alagoas no primeiro período republicano do Brasil.